# Xambes
Xambes (1793 und 1801 noch mit den Schreibweisen Xambre und Xambe) ist eine französische Gemeinde mit 235 Einwohnern (Stand 1. Januar 2022) im Département Charente in der Region Nouvelle-Aquitaine. Sie gehört zum Arrondissement Confolens und zum Gemeindeverband Cœur de Charente.

## Geografie
Die Gemeinde Xambes liegt in der Landschaft Angoumois, etwa 20 Kilometer nördlich von Angoulême und ca. 80 Kilometer östlich der Atlantikküste auf einer Höhe zwischen 67 und 131 m über dem Meeresspiegel. Drei Kilometer westlich von Xambes fließt die Charente. Das Gemeindegebiet umfasst 5,25 km². Nachbargemeinden von Xambes sind Villognon im Norden, Vervant im Osten, Saint-Amant-de-Boixe im Süden, Vouharte im Südwesten sowie Coulonges im Westen. Durch das westliche Gemeindegebiet führt die Eisenbahn-Hochgeschwindigkeitsstrecke LGV Atlantique. Im Südosten steht eine Windkraftanlage als Teil eines interkommunalen Windparks.

## Bevölkerungsentwicklung
| Jahr      | 1962 | 1968 | 1975 | 1982 | 1990 | 1999 | 2006 | 2014 | 2022 |
| --------- | ---- | ---- | ---- | ---- | ---- | ---- | ---- | ---- | ---- |
| Einwohner | 289  | 300  | 284  | 297  | 320  | 320  | 312  | 312  | 235  |

Im Jahr 1846 wurde mit 666 Bewohnern die bisher höchste Einwohnerzahl ermittelt. Die Zahlen basieren auf den Daten von annuaire-mairie und INSEE.

## Sehenswürdigkeiten
- Liebfrauenkirche (Église Notre-Dame), zwischen dem 11. und 13. Jahrhundert errichtet, Monument historique[4]
- Lavoir (öffentliches Waschhaus) und Brunnen

Kirche Notre-Dame in Xambes
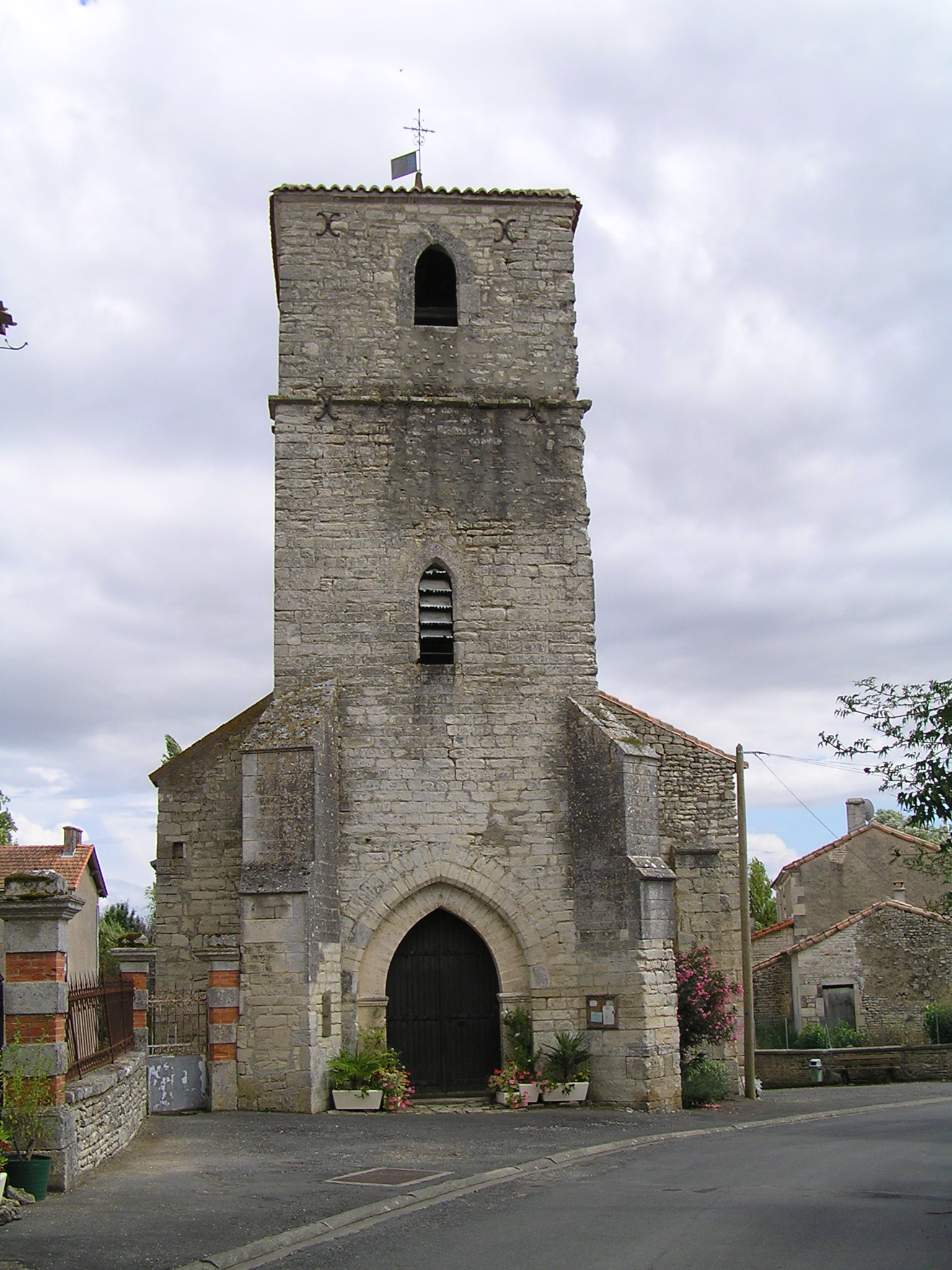
Turm
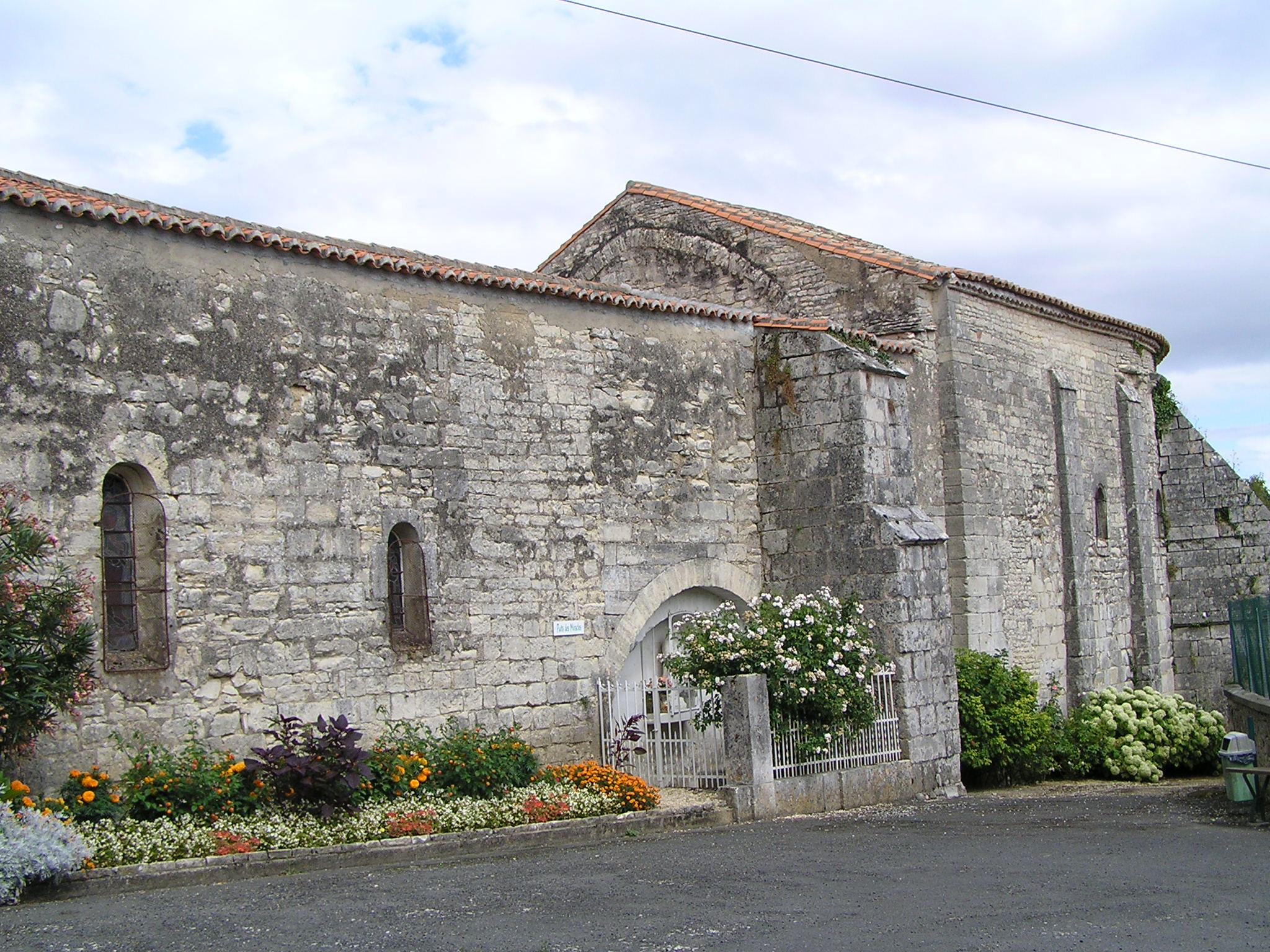
Langhaus
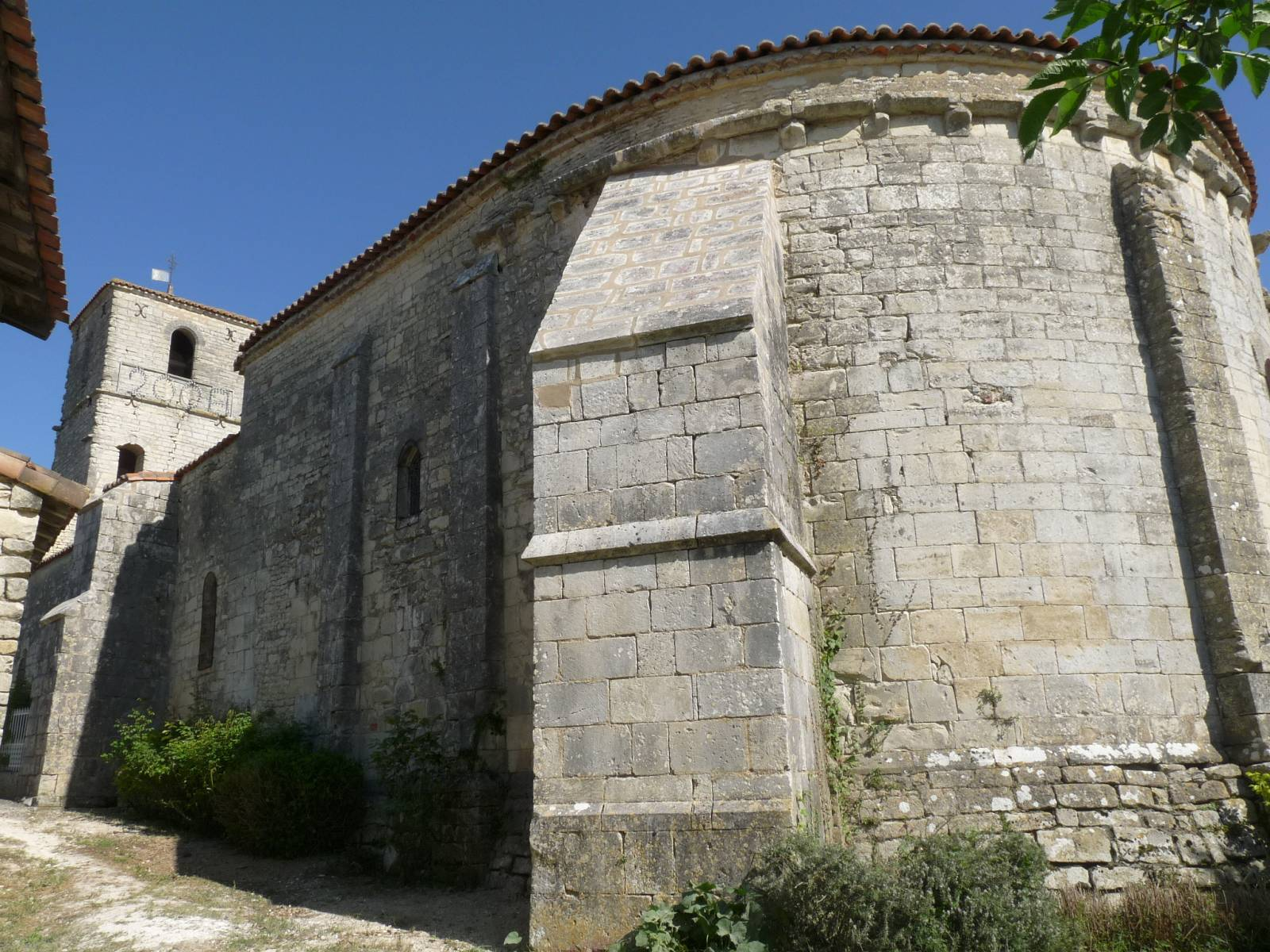
Apsis

Waschhaus-Brunnen in Xambes
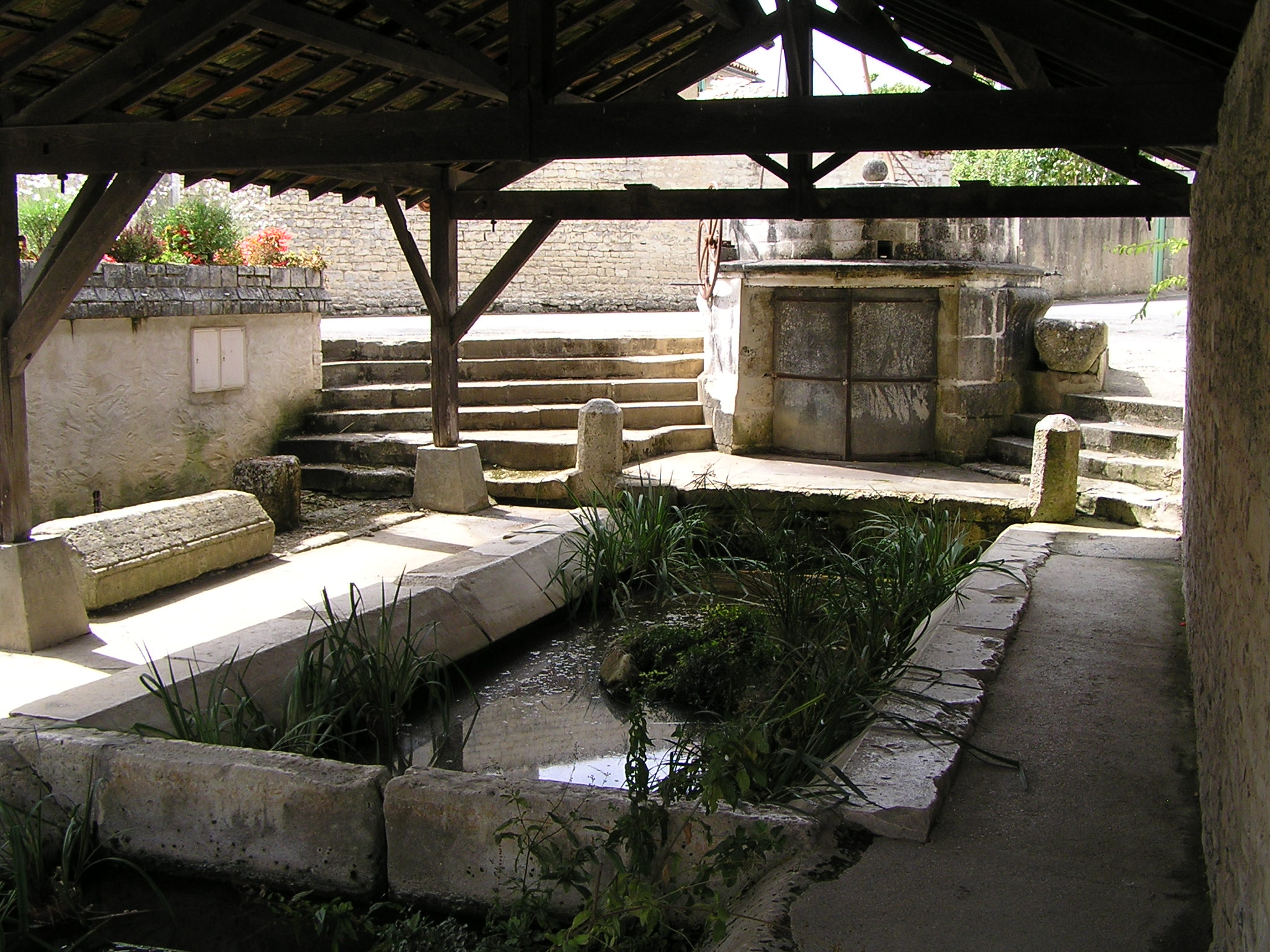
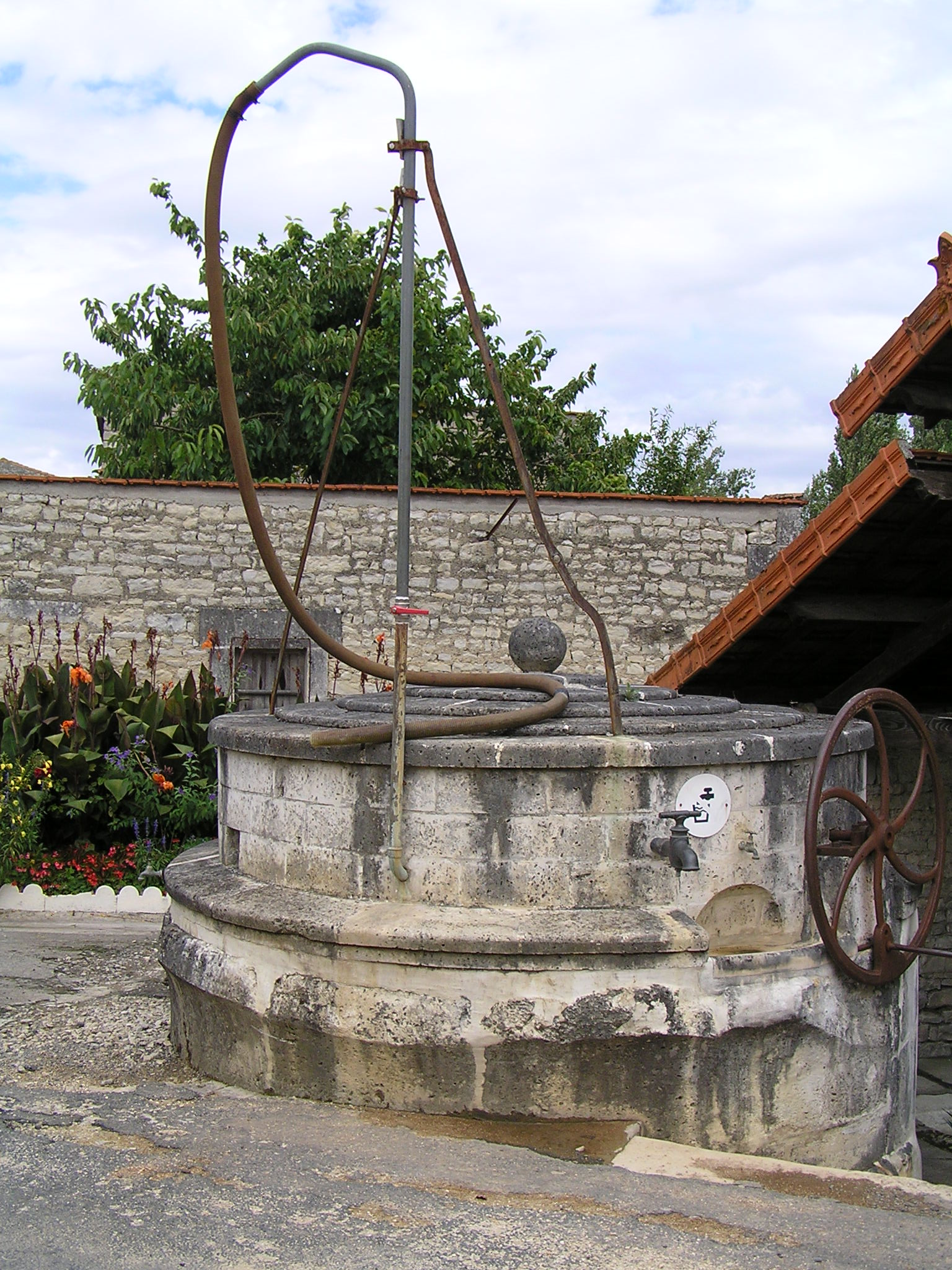
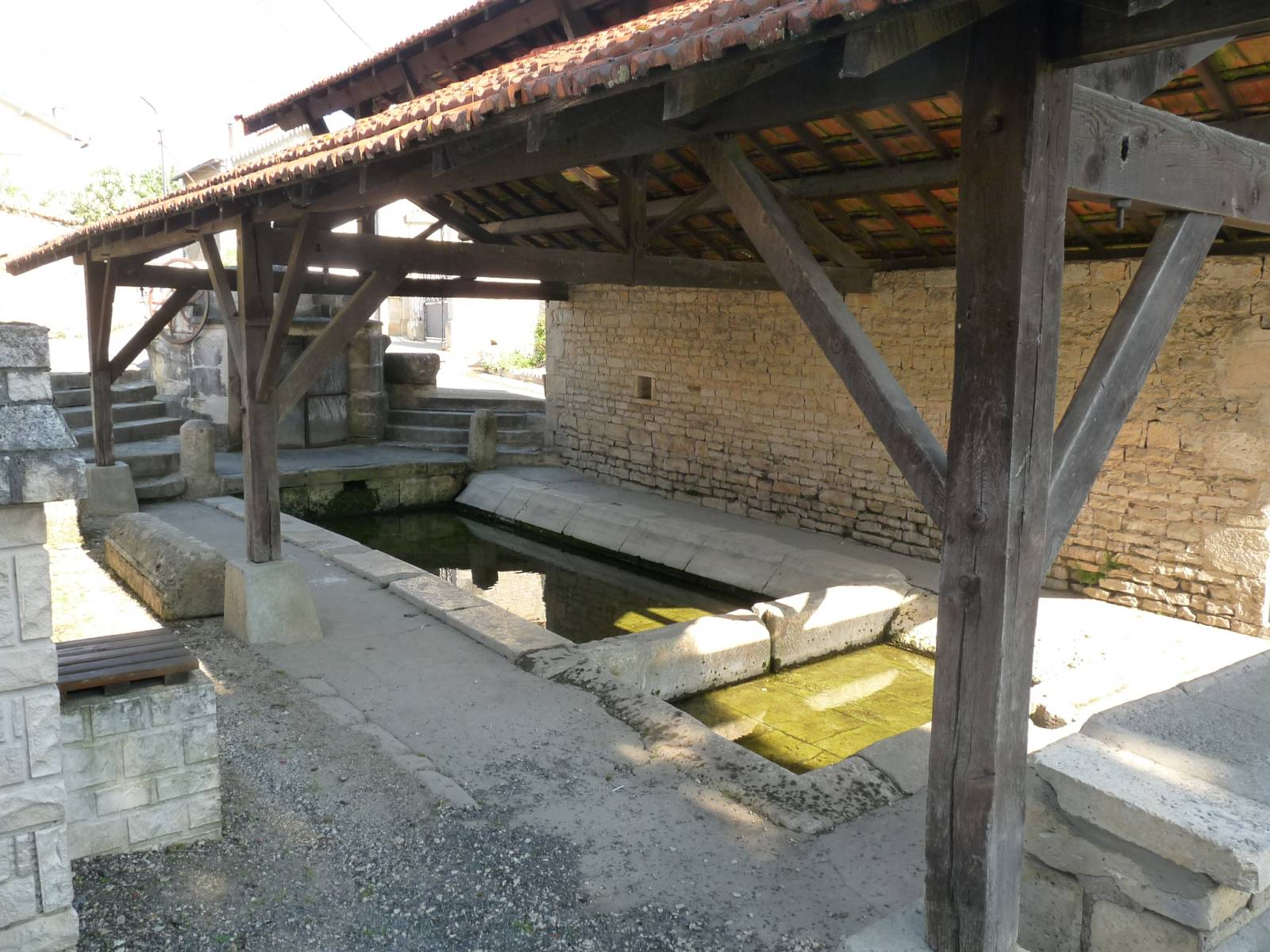
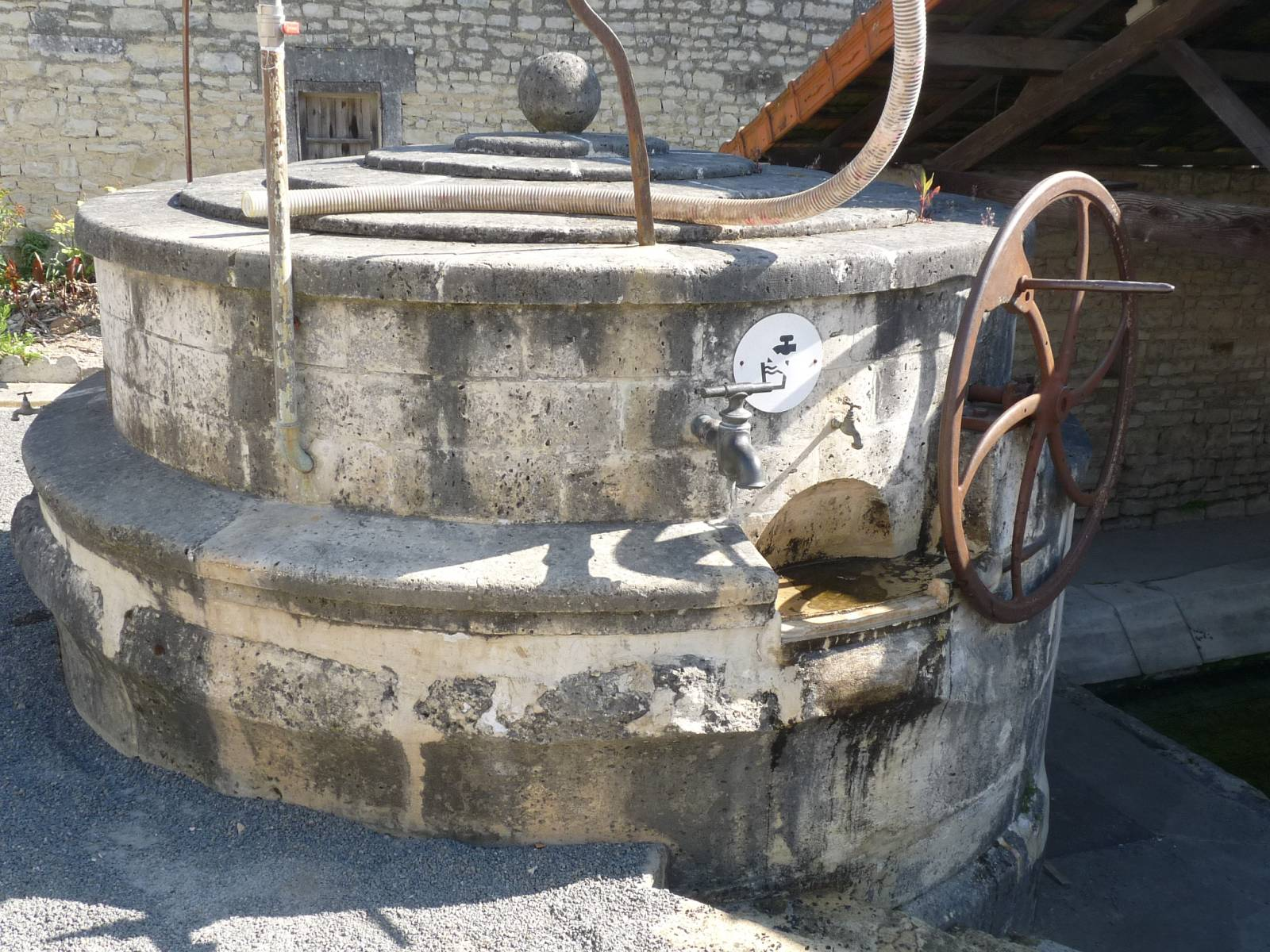

## Wirtschaft und Infrastruktur
In der Gemeinde sind drei Landwirtschaftsbetriebe ansässig (Anbau von Getreide, Hülsenfrüchten und Ölsaaten).
Xambes ist durch Nebenstraßen mit seinen Nachbargemeinden verbunden. In der acht Kilometer entfernten Gemeinde Villejoubert besteht ein Anschluss an die autobahnartig ausgebaute Nationalstraße 10 von Paris nach Bordeaux. Der anderthalb Kilometer von Essegney entfernte Bahnhof Charmes liegt an der Bahnstrecke Blainville-Damelevières–Lure. Am westlichen Ortsrand von Xambes verläuft die Schnellfahrstrecke für TGV-Züge LGV Sud Europe Atlantique, durch den Nordosten der Gemeinde führt die Bahnstrecke Paris–Bordeaux.

## Belege
1. ↑  Ortsname auf cassini.ehess.fr
2. ↑  Xambes auf annuaire-mairie
3. ↑  Xambes auf INSEE
4. ↑  Eintrag in der Base Mérimée des Kulturministeriums (französisch)
5. ↑  Landwirtschaftsbetriebe auf annuaire-mairie.fr (französisch)